# فابيان (رواية)
فابيان: قصة رجل أخلاقي ( (بالألمانية: Fabian. Die Geschichte eines Moralisten)‏، هي رواية للمؤلف الألماني إريش كستنر صدرت عام 1931. ترجمها عن الألمانية الى العربية وعقّب عليها سمير جريس. الرواية صدرت عن دار الكرمة في 220 صفحة سنة 2024.

## الحبكة
دون مقدّمات يبدأ إريش كستنر روايته، صمت ستعقبه حركات بسيطة في البداية، ثم تتهادى فاتحة الباب لإدخالنا إلى عالم الرواية. كستنر، أو بطله فابيان على الأصح، سيؤدي إلى وصول هتلر إلى السلطة بعد سنتين من صدور الرواية في 1931. نحن إذن في برلين المقبلة على ما ستنتهي إليه بعد سنوات من المخاض الكارثي الذي يصف الروائي تفاصيل مجالاته كلها. الرواية النبؤة التي سبقت الحرب: أنظروا إلى ما أدى إلى خراب ألمانيا!